# Ola Isedal
Ola Isedal, född 15 januari 1962 i Stockholm, är en svensk skådespelare. Isedal filmdebuterade 1979 i Mats Lönnerblads kortfilm Bröllopsgåvan. Han är son till skådespelarna Tor Isedal och Marie Hedeholm.

## Filmografi
- 1978 – Hedebyborna (TV-serie)
- 1979 – Bröllopsgåvan
- 1990 – Kära farmor (TV-serie)
- 1991 – Din vredes dag (TV-serie)
- 1994 – Bert (TV-serie)
- 1996 – Zonen (TV-serie)
- 1997 – Skärgårdsdoktorn (TV-serie)
- 1998 – Rederiet (TV-serie)
- 1998 – Aspiranterna (TV-serie)
- 1998 – Sista kontraktet
- 1999 – S:t Mikael (TV-serie)
- 2000 – Det blir aldrig som man tänkt sig
- 2003 – Norrmalmstorg

## Teater

### Roller (ej komplett)
| År   | Roll    | Produktion                        | Regi          | Teater |
| ---- | ------- | --------------------------------- | ------------- | ------ |
| 1988 | Leslie  | Det stannar i familjen Ray Cooney | Brian Howard  | Folkan |
| 1988 | Ett bud | Linje Lusta Tennessee Williams    | Georg Malvius | Folkan |